# NGC 3294
NGC 3294 في الفهرس العام الجديد، هي مجرة، تقع في كوكبة الأسد الأصغر. اكتشفت في 1787 بواسطة ويليام هيرشل.

## روابط خارجية
- NGC 3294 على موقع ويكي سكاي: DSS2, SDSS, GALEX, IRAS, Hydrogen α, X-Ray, Astrophoto, Sky Map, Articles and images